# Station Maibara
Station Maibara  (米原駅,  Maibara-eki) is een spoorwegstation in de Japanse stad Maibara. Het wordt aangedaan door de Biwako-lijn, Hokuriku-lijn (JR West), de Tōkaidō Shinkansen (JR Central) en de Ōmi-lijn (Omi Spoorwegmaatschappij). Het station heeft zes sporen voor de Biwako-lijn en de Hokuriku-lijn, gelegen aan drie eilandperrons en drie sporen voor de Shinkansen, gelegen aan een één eilandperron en een enkel zijperron. Daarnaast zijn er ook twee zijperrons voor de Ōmi-lijn.  

## Lijnen

### JR WestenJR Central
| 2,3   | ■ JR Biwako-lijn ■ Haruka-intercity | richting Kusatsu, Kioto en Ōsaka richting Luchthaven Kansai via de Kansai-Kūkō-lijn |
| 5,6,7 | ■ Hokuriku-lijn                     | richting Nagahama, Ōmi-Shiotsu en Tsuruga                                           |
| 7,8   | ■ Tōkaidō-lijn                      | richting Ogaki, Gifu en Nagoya                                                      |

### Shinkansen
| 11 | Tōkaidō Shinkansen | richting Shin-Ōsaka, Okayama en Hiroshima |
| 12 | Tōkaidō Shinkansen | richting Nagoya, Shin-Yokohama en Tokio   |
| 13 | Tōkaidō Shinkansen | Extra spoor                               |

### Ōmi Spoorwegmaatschappij
| 1,2 | ■ Ōmi-lijn | richting Hikone, Yōkaichi en Kibukawa |

## Geschiedenis
Het station werd in 1889 geopend en in 1931 het gedeelte van Ōmi. In 1955, 1964 (bij het openen van de Shinkansen), 1998 en 2007 is het station verbouwd en vernieuwd.

## Overig openbaar vervoer
Bussen van Kokuku en een langeafstandsbus van en naar Tokio (Biwako Dream)

## Stationsomgeving

### Westkant
- Heiwadō (supermarkt)
  - McDonald's
- Kansai Urban Bank
- Stadhuis van Maibara
- Kirindō (drogisterij)
- Lawson
- 7-Eleven

### Oostkant
- Autoweg 8
- Autoweg 21
- Seigan-tempel
- Hoofdonderzoeksccentrum van Yanmar

Tokio · Shinagawa · Shin-Yokohama · Odawara · Atami · Mishima · Shin-Fuji · Shizuoka · Kakegawa · Hamamatsu · Toyohashi · Mikawa-Anjo · Nagoya · Gifu-Hashima · Maibara · Kioto · Shin-Osaka